# 牧伸二
牧 伸二（まき しんじ、本名：大井 守常〈おおい もりつね〉、1934年9月26日 - 2013年4月29日）は、日本のウクレレ漫談家、司会者。牧プロダクション所属。東京演芸協会第6代会長。
ハワイアンをアレンジした曲に、「やんなっちゃった」などのフレーズで社会批評を乗せて歌う、ウクレレ漫談の創始者。ギターに持ち替えたこともある。ベテランになってからもレゲエやロックンロールに挑戦した。弟子に泉ピン子、牧ひろし（現・所属事務所社長）、牧田博（牧野周一一門。弟弟子）、牧タカシ、牧のぼる、牧正、藤井康一（牧伸三）らがいる。

## 来歴
東京都目黒区で板金屋の5人兄姉の末っ子として出生し、間もなく向島に転居。戦時中は岩手県の寺に疎開、中学の1年後輩に立川談志がいる。夜間高校に通いながら1950年7月からは（株）東亜計器製作所に勤める。高校1年のころ牧野周一の漫談をラジオで聞き、浅草の話術同好会「話術クラブ」に入る。この頃は楽器を持たない声帯模写を得意とした。
高校卒業後、1957年にラジオ東京（現TBSラジオ）の『しろうと寄席』で7週連続で名人位を獲得。この実績をもって牧野に正式入門を許され、牧伸二の芸名をもらうと共に、ウクレレ漫談を薦められた。当初の芸名は「今何度」（いま なんど）。当時勤務していた東亜計器が温度計を製造していることに由来する。1962年に結婚した妻は東亜計器の専務の一人娘である。
無名時代に美空ひばりの地方公演巡業の前座を務めた際、漫談が余りにも面白く会場を沸かせるため、ひばり母子に気に入られ、ひばりの母は「牧さんは今にスターになるわよ。見ててごらんなさいな」と、近い将来のブレークを予言していたという。
歌うボヤキ漫談『やんなっちゃった節』で人気者になり、早くも1960年に文化放送でレギュラー番組『ウクレレ週刊誌』を持たされる。この『やんなっちゃった節』は、『タフアフアイ』（英題"Hawaiian War Chant"、ハワイ先住民のポリネシア人の戦意昂揚歌）をアレンジしたもので、時世に応じた1500余の歌詞ストックが存在した一方、牧自身も舞台で原曲を披露したことがあった。
1963年には日本教育テレビ（現テレビ朝日）の演芸番組『大正テレビ寄席』の司会に起用され、番組終了の1978年まで15年にわたり司会を務め、番組内の名物コーナー『マキシンのバーゲンセール』を通じて『あゆみの箱』チャリティー活動に貢献した。また九州朝日放送の素人演芸会『マキシンの東芝ハレハレ555』等でも司会を務めた。司会業と並行して寄席にも出演を続けており、自身の所属する東京演芸協会の定席興行のほか、落語協会の正月初席などにも客演している。
1965年に第2回日本放送作家協会賞・大衆芸能賞を受賞し、喜劇映画・バラエティ番組などにも活躍の場を広げた。
1973年〜1983年の間、日劇で『牧伸二ショー』公演を開催。
1976年、長門裕之、愛川欽也が中心となり発足した、昭和9年（1934年）生まれの芸能人による親睦組織「昭和九年会」に参加。
1989年、デビュー以来在籍した佐藤事務所の解散に伴い、株式会社牧プロダクション（社長は弟子の牧ひろし）に所属。
1999年、3月に死去した前会長・桜井長一郎の後を受け、東京演芸協会の第6代会長に就任。
2002年に脳出血で療養とリハビリを余儀なくされるが、復帰後の2003年に文化庁長官賞を受賞。
2011年7月3日、自宅でタバコの火の不始末からボヤを起こした。自身と妻、娘の3人で消火にあたり、消防車が到着した頃にはほぼ鎮火していた。
2013年4月28日13時半にお江戸上野広小路亭で舞台に出演後、「少しお茶を飲んでくる」と言って席を立って14時頃に浅草の喫茶店に立ち寄り、30分ほどで出た後は16時10分から浅草東洋館で予定されていた出番に出演せず、行方がわからなくなった。その頃、東京演芸協会の会長として保管していた協会の資金約650万円を私的に使った嫌疑が懸かっており、同日夜に開催する理事会で牧が通帳持参で会員に資金の状況を開示する予定になっていた。
2013年4月29日0時15分頃、丸子橋上の欄干から多摩川に身を投げた。目撃した通行人から通報を受けた警察署員により川に浮かんでいたところを発見され、病院に搬送されたが死亡が確認された。78歳没。
牧の訃報を受け、親交が深かった内海桂子、藤村俊二、ケーシー高峰、大村崑らが追悼のコメントを発表した。2013年5月19日に出演予定であった毒蝮三太夫席亭の『第7回マムちゃん寄席』はケーシー高峰が代演することとなった。
2013年11月25日、お別れの会が東京演芸協会と発起人により浅草ビューホテルで開かれ、生前親しくしていた芸人や関係者200人あまりが集い、故人を偲んだ。
2025年4月29日、東京演芸協会主催で浅草東洋館で「牧野周一没後50年・牧伸二13回忌追善興行」が開かれた。プロデュースは協会理事のマグナム小林。ゲストに生前牧と親交のあった林家木久扇、岡本圭司・ベートーベン鈴木（バラクーダ）ほか。

## 著書
- 『あーやんなっちゃった : 泣き笑いウクレレ人生』報知新聞社、1965年12月15日。NDLJP:2508193。
- 牧伸二のウクレレ人生（みくに出版、1995年8月）ISBN 4895244857
- マキシンのウクレレ教室 オリジナルCD付（ドレミ楽譜出版社、2003年6月）

## ディスコグラフィー

### シングル
| 発売日       | レーベル                            | 規格品番       | 面 | タイトル                                 | 作詞       | 作曲         | 編曲       | 備考                                 |
| ------------ | ----------------------------------- | -------------- | -- | ---------------------------------------- | ---------- | ------------ | ---------- | ------------------------------------ |
| 1961年7月    | キングレコード                      | EB-537         | A  | ヤんなっちゃった節                       | 藤間哲郎   | 牧伸二       | 安部芳明   |                                      |
| 1961年7月    | キングレコード                      | EB-537         | B  | あのさ都々逸                             | 藤間哲郎   | 牧伸二       | 安部芳明   |                                      |
| 1962年2月    | キングレコード                      | EB-633         | A  | アイウエオ節                             | 三笑亭笑三 | 桜田誠一     |            |                                      |
| 1962年2月    | キングレコード                      | EB-633         | B  | 新ヤンナッチャッタ節                     | 藤間哲郎   | 安部芳明     |            |                                      |
| 1964年12月   | 日本コロムビア                      | SAS-393        | A  | あゝやんなっちゃた                       |            |              |            |                                      |
| 1964年12月   | 日本コロムビア                      | SAS-393        | B  | 御前さま                                 |            |              |            |                                      |
| 1968年5月    | キングレコード                      | BS-828         | A  | 殺し文句                                 | 永井ひろし | 佐伯としを   | 高田弘     |                                      |
| 1968年5月    | キングレコード                      | BS-828         | B  | 銀座で逢いましょう                       | 永井ひろし | 佐伯としを   | 高田弘     |                                      |
| 1968年8月    | キングレコード                      | BS-890         | A  | ハレンチブルース                         |            |              |            | 松竹映画「昭和元禄ハレンチ節」主題歌 |
| 1968年8月    | キングレコード                      | BS-890         | B  | サラリーマン音頭                         |            |              |            |                                      |
| 1969年4月    | キングレコード                      | BS-***         | A  | ネオン花                                 |            |              |            |                                      |
| 1969年4月    | キングレコード                      | BS-***         | B  | キャバレー・ブルース                     |            |              |            |                                      |
| 1971年9月    | ビクターレコード                    | SV-2194        | A  | 牧伸のジンジロゲ                         |            |              |            |                                      |
| 1971年9月    | ビクターレコード                    | SV-2194        | B  | 「週刊マキシン」発売中                   |            |              |            |                                      |
| 1977年8月1日 | ビビッドレコード コロムビアレコード | VSEP-802 PK-69 | A  | マキシンのソウル・それはないじゃないか!! | 牧伸二     | 南英二       | 野村豊     | 牧伸二とブラックジャック名義         |
| 1977年8月1日 | ビビッドレコード コロムビアレコード | VSEP-802 PK-69 | B  | ナベヨコ・ソウル                         | 牧伸二     | 南英二       | 野村豊     |                                      |
| 1985年12月   | バップレコード                      | 10213-07       | A  | タクシー行進曲                           | 玉川良一   | 佐伯一郎     | 馬飼野俊一 |                                      |
| 1985年12月   | バップレコード                      | 10213-07       | B  | ゴルフ・ブギ                             |            |              |            |                                      |
| 1991年12月   | 東芝EMI                             | TODT-2776      | 1  | ヤンナッチャッタレゲエ                   | 牧伸二     | カフワフワイ |            | 牧伸二・日の丸ライオン楽団名義       |
| 1991年12月   | 東芝EMI                             | TODT-2776      | 2  | ホンモホンモ                             | 牧伸二     | 牧伸二       |            |                                      |
| 1991年12月   | 東芝EMI                             | TODT-2776      | 3  | ヤンレゲ・インスト                       |            |              |            |                                      |
| 2001年7月    | ICHINOMACHI CLUB                    | MS2001-01      | 1  | ダンジィの応援歌                         |            |              |            |                                      |
| 2001年7月    | ICHINOMACHI CLUB                    | MS2001-01      | 2  |                                          |            |              |            |                                      |
| 2003年5月    | SMC                                 | H15,1001       | 1  | いったい私はなんなのよ                   |            |              |            |                                      |
| 2003年5月    | SMC                                 | H15,1001       | 2  | ソウル・それはないじゃないか             |            |              |            |                                      |
| 2003年5月    | SMC                                 | H15,1001       | 3  | ホンモホンモ                             |            |              |            |                                      |
| 2004年5月    | HOME WORK                           | HW-HOJ-70      | 1  | 牧伸二古希70才記念 コキコキロック70      |            |              |            | 「シンジ・マッキー」名義             |
| 2004年5月    | HOME WORK                           | HW-HOJ-70      | 2  |                                          |            |              |            |                                      |

### アルバム
- ナンセンス・アイランド（1993年）
- 牧伸二のウクレレ人生（2005年1月、LDCD-50015）

### コンピレーション
- マキシンの神楽やんなっちゃった節（2001年1月24日）

『ジオブリーダーズ2 魍魎遊撃隊 File-XX "乱戦突破" オリジナル・サウンドトラック』（VICL-60580）収録。

### ソノシート
- 牧伸二だよ!!（1965年、日本ビクター、SD-103） - 。ドンキーカルテットと共演[16]。

## 出演番組

### テレビ
全国ネット
- 大正テレビ寄席（1963年 - 1978年、NET） - 司会進行
- 勝ち抜きしりとり歌合戦（1964年 - 1966年、NTV） - 司会進行
- 紅白なんでも合戦（1966年 - 1969年、NTV） - 司会進行
- 牧伸二のサアお立合い!（1970年 - 1972年、TX） - 司会進行
- 大忠臣蔵（1971年、NET） - 半次
- ニセモノご両親（1974年、TBS） - 菊之助
- 日本沈没 第16話「鹿児島湾SOS!」（1975年、TBS） - ウクレレ易者
- ドバドバ大爆弾 (1981年、東京12ch) 審査員
- ポーラ名作劇場 / 美しい悪魔たち（1981年、ANB）
- 本日も晴天なり（1981年 - 1982年、NHK総合）
- 火曜サスペンス劇場 / 影なき殺意（1982年、NTV）
- 土曜ワイド劇場 / 森村誠一の侵略夫人（1984年、ANB）
- 人妻捜査官 第11話「疑惑!?隠しカメラが狙うホテル街」（1984年、ABC）
- 続・たけしくん、ハイ!（1986年、NHK総合）

ローカル
- マキシンの東芝ハレハレ555（1970年 - 1975年、KBC）
- マキシンのタルタル大放送!!（1976年、NBN）

### ラジオ
- 牧伸二の歌謡ダイヤル （1968年 - 1969年、ニッポン放送）
- 歌謡大行進（1969年4月 - 1973年3月、文化放送）[17]
- 日産ミッドナイトステーション【火曜深夜】 『艶噺夜はドッキリ』（1980年10月 - 1981年3月、TBSラジオ）

### 声の出演
- ひょっこりひょうたん島（1967年、NHK総合）- ウクレレマン・ダン
- ちびまる子ちゃん（2003年3月30日放送回、フジテレビ）

### 映画
- われら劣等生 (1965年、松竹)

## CM
- ロゼット「ロゼット洗顔パスタ」（1968年頃）
- 日清食品「こってりんこ」 - 嘉門達夫、ROLLY、オナペッツと共演。（1994年）
- パナソニック住宅「パナホーム」（1994年）
- パナソニック「パルック」（1994年）
- アース製薬「ピレパラアース」（1998年）[18]
- 丸政水産　「海のものならマルマサ」（1990年）

## 逸話
- 趣味は絵画（アクリル画）で、毎年個展を開催していた。
- 余りに早く成功したため芸の壁にぶつかり、一時舞台を休みがちになったが、師匠の牧野周一が穴埋めをした。
- パラダイス山元初監督作品『盆栽少女』（2008年）には、主役の盆栽マニアの祖父役で出演した。
- 2011年7月9日のTBSラジオ「サタデー大人天国! 宮川賢のパカパカ行進曲!!」に自身のボヤをネタに素人参加のコーナーに電話で出演した。

## 牧伸二を演じた人物
- ウクレレえいじ-（NHK総合、2017年、連続テレビ小説　ひよっこ[19])

## 脚註
1. ↑  卒業生紹介東京高等学校公式サイト
2. ↑  牧伸二さん突然の死に弟子・牧のぼる「驚いています」 スポーツ報知 2013年5月1日
3. ↑  『大正テレビ寄席の芸人たち』（山下武著、東京堂出版、2001年）
4. ↑  『お嬢……ゴメン。パート2　美空ひばり秘話　俺のどうにか人生』 嘉山登一郎著 近代映画社 1991年
5. ↑  “東京演芸協会概要”.   東京演芸協会. 2020年3月12日閲覧。
6. 1 2  “牧伸二さん自殺日は保管金開示日だった”. 日刊スポーツ. (2013年5月1日) 2020年3月12日閲覧。
7. ↑   牧伸二宅で火事 消防車など出動し1時間で鎮火。 スポーツニッポン 2011年7月5日
8. ↑  「あーあ、やんなっちゃった」牧伸二さん死亡　ウクレレ漫談家、自殺か 78歳 - MSN産経ニュース 2013年4月29日
9. ↑  [ 漫談家の牧伸二さんが自殺か＝橋から川に飛び降り死亡－前日、舞台を前に姿消す] 時事ドットコム 2013年4月29日
10. ↑  ウクレレ漫談の牧伸二さん飛び込み自殺か 日刊スポーツ 2013年4月29日閲覧
11. ↑  第7回マムちゃん寄席 まむちゃんの部屋 2013年5月6日閲覧
12. ↑  渚晴彦 (2013年11月27日). “牧伸二さんお別れ会参加してきました。”.   biglobe（webry). 2019年2月26日閲覧。
13. ↑  マグナム小林 (@mag76k ) (2025年5月1日). “4/29の浅草東洋館、東京演芸協会の私がプロデュースさせて頂いた「牧野周一没後50年・牧伸二13回忌追善興行」、手前みそながら、200人近くのお客様にいらして頂き、大盛況のうちに終える事が出来ました。”.   X. 2025年5月18日閲覧。
14. ↑  「東京演芸協会　牧野周一さん、牧伸二さん追善興行を4月29日に開催　トークゲストに林家木久扇」『スポーツニッポン』2025年3月9日。
15. ↑  元ドンキーカルテットのジャイアント吉田が率いていたバンド。ただし、ジャケットに吉田の姿はない。
16. ↑  ザ・ドリフターズからドンキーカルテットへ～小野ヤスシの青春、ニッポン放送ON LINE、2018年6月28日（更新：2020年1月12日）。
17. ↑  1969年4月-1970年7月、綿貫由美と共演。1970年8月-1971年3月、西川チビ太と共演。1971年4月-1972年3月、可愛和美と共演。1972年4月-1972年9月、内海好江と共演。1972年10月-1973年3月、和田アキ子と共演。
18. ↑  牧伸二 - オリコンCM出演情報
19. ↑  2017年7月27日放送分でテレビ番組の生出演シーンがある。